# Johan von Becker
Johan von Becker, född 1610 i Livland, död 1675, var en svensk militär, far till Johan Vilhelm och Herman Fredrik von Becker.

## Biografi
1634 utnämndes von Becker till ryttmästare vid överste H. von Cratzensteins regemente i svensk sold, varefter han 1645 befordrades till löjtnant vid livgardet och kapten där 1649. I det trettioåriga kriget deltog han i fältslagen vid Wolfenbüttel 1641, Leipzig 1642, Jankov 1645, Zusmarshausen 1648 och i stormningen av Prag under samma år.
Efter fredsslutet gick von Becker i den engelske protektorn Oliver Cromwells tjänst som kapten vid dennes livgarde. Under det tredje engelska inbördeskriget deltog von Becker i slaget vid Dunbar 1650, vid erövringen av Edinburgh samma år samt i drabbningen vid Worcester 1651. Den 29 augusti 1653 adlades han av drottning Kristina. Åtföljde Bulstrode Whitelockes ambassad till Sverige, varunder han den 5 maj 1654 erhöll en dyrbar guldkedja av Kristina. Gifte sig före 1653 med Marianne Douglas.
von Becker inträdde under kung Karl X Gustav åter i svensk tjänst. 1657 blev han kommendant på Bremer-Burg. Deltog som överste för ett värvat, efter honom benämnt, engelskt regemente i belägringen av Köpenhamn och därpå följande stormning av staden 1659. 1660 blev han överste för hertigens av Croÿs regemente. Gick senare i münstersk och fransk tjänst under Henri de Turenne och prinsen av Condé. Död 1675 i krig.